# Віста (Каліфорнія)
Віста (англ. Vista) — місто (англ. city) в США, в окрузі Сан-Дієго штату Каліфорнія. Населення — 98 381 особа (2020).

## Географія
Віста розташована за координатами 33°11′22″ пн. ш. 117°14′19″ зх. д. / 33.18944° пн. ш. 117.23861° зх. д. (33.189542, -117.238607).  За даними Бюро перепису населення США в 2010 році місто мало площу 48,38 км², уся площа — суходіл.

### Клімат
| Клімат : Віста          | Клімат : Віста | Клімат : Віста | Клімат : Віста | Клімат : Віста | Клімат : Віста | Клімат : Віста | Клімат : Віста | Клімат : Віста | Клімат : Віста | Клімат : Віста | Клімат : Віста | Клімат : Віста | Клімат : Віста |
| Показник                | Січ.           | Лют.           | Бер.           | Квіт.          | Трав.          | Черв.          | Лип.           | Серп.          | Вер.           | Жовт.          | Лист.          | Груд.          | Рік            |
| Абсолютний максимум, °C | 32,2           | 33,9           | 35,6           | 46,1           | 37,2           | 42,2           | 41,7           | 41,1           | 41,7           | 40,0           | 36,1           | 32,2           | 42,2           |
| Середній максимум, °C   | 19,4           | 18,9           | 19,4           | 21,7           | 22,2           | 24,4           | 26,7           | 27,8           | 27,2           | 25,0           | 21,7           | 18,9           | 22,8           |
| Середня температура, °C | 13,9           | 13,3           | 14,4           | 16,1           | 17,8           | 19,4           | 21,7           | 22,8           | 21,7           | 19,4           | 16,1           | 13,3           | 17,5           |
| Середній мінімум, °C    | 7,8            | 7,8            | 8,9            | 10,0           | 12,8           | 14,4           | 16,7           | 17,2           | 16,1           | 13,3           | 10,0           | 7,2            | 11,8           |
| Абсолютний мінімум, °C  | −6,7           | −1,7           | −3,9           | 1,7            | 3,3            | −1,1           | 6,7            | 7,2            | 3,9            | 2,2            | −1,7           | −5             | −6,7           |
| Норма опадів, мм        | 68             | 78             | 56             | 25             | 5              | 3              | 2              | 1              | 6              | 16             | 32             | 46             | 336            |
| ----------------------- | -------------- | -------------- | -------------- | -------------- | -------------- | -------------- | -------------- | -------------- | -------------- | -------------- | -------------- | -------------- | -------------- |
| Джерело: weather.com    |                |                |                |                |                |                |                |                |                |                |                |                |                |

## Демографія
Згідно з переписом 2010 року, у місті мешкали 93 834 особи в 29 317 домогосподарствах у складі 21 119 родин. Густота населення становила 1940 осіб/км².  Було 30986 помешкань (641/км²).
Расовий склад населення:
| - 63,5 % — білих - 4,2 % — азіатів - 3,3 % — чорних або афроамериканців - 1,2 % — корінних американців - 0,7 % — вихідців з тихоокеанських островів - 21,8 % — осіб інших рас |

До двох чи більше рас належало 5,3 %. Частка іспаномовних становила 48,4 % від усіх жителів.
За віковим діапазоном населення розподілялося таким чином: 26,7 % — особи молодші 18 років, 64,1 % — особи у віці 18—64 років, 9,2 % — особи у віці 65 років та старші. Медіана віку мешканця становила 31,1 року. На 100 осіб жіночої статі у місті припадало 100,7 чоловіків;  на 100 жінок у віці від 18 років та старших — 99,9 чоловіків також старших 18 років.
Середній дохід на одне домашнє господарство  становив 64 616 доларів США (медіана — 50 601), а середній дохід на одну сім'ю — 71 387 доларів (медіана — 55 646). Медіана доходів становила 37 070 доларів для чоловіків та 32 064 долари для жінок. За межею бідності перебувало 17,8 % осіб, у тому числі 21,3 % дітей у віці до 18 років та 9,8 % осіб у віці 65 років та старших.
Цивільне працевлаштоване населення становило 43 118 осіб. Основні галузі зайнятості: освіта, охорона здоров'я та соціальна допомога — 16,9 %, роздрібна торгівля — 13,9 %, виробництво — 13,3 %.